# Heidemarie Steiner
Heidemarie „Heidi” Steiner-Walther (ur. 9 maja 1944 w Kołobrzegu) – niemiecka łyżwiarka figurowa, startująca w parach sportowych z mężem Heinzem-Ulrichem Waltherem. Uczestniczka igrzysk olimpijskich (1968), brązowa medalistka mistrzostw świata (1970), trzykrotna brązowa medalistka mistrzostw Europy (1967, 1968, 1970) oraz 5-krotna mistrzyni NRD (w tym raz indywidualnie). Następnie trenerka par sportowych w klubie SC Berlin.
W 1969 roku wyszła za mąż za swojego partnera sportowego Heinza-Ulricha Walthera.
W swojej karierze trenerskiej pracowała z wieloma parami sportowymi m.in. Romy Kermer / Rolf Österreich, Birgit Lorenz / Knut Schubert, Babette Preußler / Tobias Schöter, Peggy Schwarz / Alexander König, Leslie Monod / Cedric Monod.

## Osiągnięcia

### Pary sportowe
Z Heinzem-Ulrichem Waltherem
| Zawody               | 65–66          | 66–67          | 67–68          | 68–69          | 69–70          |                |                |                |                |                |                |                |                |                |                |                |                |
| Międzynarodowe       | Międzynarodowe | Międzynarodowe | Międzynarodowe | Międzynarodowe | Międzynarodowe | Międzynarodowe | Międzynarodowe | Międzynarodowe | Międzynarodowe | Międzynarodowe | Międzynarodowe | Międzynarodowe | Międzynarodowe | Międzynarodowe | Międzynarodowe | Międzynarodowe | Międzynarodowe |
| -------------------- | -------------- | -------------- | -------------- | -------------- | -------------- | -------------- | -------------- | -------------- | -------------- | -------------- | -------------- | -------------- | -------------- | -------------- | -------------- | -------------- | -------------- |
| Igrzyska olimpijskie |                |                | 4              |                |                |                |                |                |                |                |                |                |                |                |                |                |                |
| Mistrzostwa świata   | 9              | 5              | 5              | 5              | 3              |                |                |                |                |                |                |                |                |                |                |                |                |
| Mistrzostwa Europy   | 8              | 3              | 3              | 4              | 3              |                |                |                |                |                |                |                |                |                |                |                |                |
| Prague Skate         |                | 3              |                |                |                |                |                |                |                |                |                |                |                |                |                |                |                |
| Krajowe              |                |                |                |                |                |                |                |                |                |                |                |                |                |                |                |                |                |
| Mistrzostwa NRD      | 1              | 1              | 2              | 1              | 1              |                |                |                |                |                |                |                |                |                |                |                |                |

### Solistki
| Zawody             | 1960           | 1961           | 1962           | 1963           |                |                |                |                |                |                |                |                |                |                |                |                |                |
| Międzynarodowe     | Międzynarodowe | Międzynarodowe | Międzynarodowe | Międzynarodowe | Międzynarodowe | Międzynarodowe | Międzynarodowe | Międzynarodowe | Międzynarodowe | Międzynarodowe | Międzynarodowe | Międzynarodowe | Międzynarodowe | Międzynarodowe | Międzynarodowe | Międzynarodowe | Międzynarodowe |
| ------------------ | -------------- | -------------- | -------------- | -------------- | -------------- | -------------- | -------------- | -------------- | -------------- | -------------- | -------------- | -------------- | -------------- | -------------- | -------------- | -------------- | -------------- |
| Mistrzostwa Europy | 26             | 23             |                |                |                |                |                |                |                |                |                |                |                |                |                |                |                |
| Krajowe            |                |                |                |                |                |                |                |                |                |                |                |                |                |                |                |                |                |
| Mistrzostwa NRD    | 1              | 3              | 2              | 2              |                |                |                |                |                |                |                |                |                |                |                |                |                |